# Sof'ja Nikolaevna Smidovič
Sof'ja Nikolaevna Smidovič, nata Černosvitova, durante il primo matrimonio Lunačarskaja (in russo Софья Николаевна Смидович, Черносвитова, Луначарская?; Tula, 20 marzo 1872, 8 marzo del calendario giuliano – Mosca, 26 novembre 1934), è stata una rivoluzionaria e politica russa e sovietica.

## Biografia
Nata in una famiglia aristocratica, militò nel Partito Operaio Socialdemocratico Russo fin dal 1898. Più volte arrestata per attività sovversiva dalla polizia zarista, dopo la Rivoluzione di febbraio del 1917 fu segretaria del Comitato regionale moscovita del Partito bolscevico, e dopo la Rivoluzione d'ottobre fu dirigente dell'Ufficio informazione e segretaria del Presidium del Soviet di Mosca. Tra il 1918 e il 1919 fece parte del collegio del Dipartimento moscovita per l'educazione popolare, tra il 1919 e il 1922 fu dirigente della Sezione femminile del Comitato del Governatorato di Mosca del Partito Comunista Russo (bolscevico), mentre dal 1922 al 1924 diresse il Dipartimento delle operaie e delle contadine presso il Comitato centrale del partito, dopodiché fu membro della Commissione centrale di controllo fino al 1930. Tra il 1931 e il 1932 fu vicepresidente del Comitato per il miglioramento delle condizioni di lavoro e di vita delle donne presso il Comitato esecutivo centrale dell'Unione Sovietica, e dal 1932 alla morte, avvenuta due anni più tardi, militò nell'Associazione dei vecchi bolscevichi.
Fu sposata in prime nozze con Platon Lunačarskij, fratello di Anatolij Lunačarskij, da cui ebbe la figlia Tat'jana. Rimasta vedova, si risposò con Pëtr Smidovič.